# Corydalis diffusa
Corydalis diffusa är en vallmoväxtart som beskrevs av M. Lidén. Corydalis diffusa ingår i släktet nunneörter, och familjen vallmoväxter. Inga underarter finns listade i Catalogue of Life.